# コリエーレ・デラ・セラ
コリエーレ・デラ・セラ（Corriere della Sera）は、RCS MediaGroup S.p.A.が発行しているイタリアの新聞。イタリア語ではコッリエーレ・デッラ・セーラと発音する。

## 概要
発行形態は日刊紙。ナポリ出身のエウジェーニオ・トレッリ・ヴィオッリエール（Eugenio Torelli Viollier）によって1876年3月5日に創刊され、現在あるイタリアの全国紙の中では最も古い。イタリアにおける主要な新聞としては、ローマが本拠の「ラ・レプッブリカ（La Repubblica）」、トリノが本拠の「ラ・スタンパ（La Stampa）」がライバル紙である。

### 「Via Solferino」
本社はミラノ。本社事務所の建物が20世紀初頭から現在に至るまで同じ位置にあり、そのために所在地の通りの名称（ミラノのソルフェリーノ通り）にちなんで、地元では「Via Solferino新聞」とも言われる。

### 転向
1977年には、当時の与党であるキリスト教民主党との対立により、銀行からの融資を止められ資金難に陥っていた親会社のリッゾーリ社（当時）に対し、左派で知られたピエーロ・オットーネ編集長を解雇することを条件に、極右政党であるイタリア社会運動（MSI）の幹部で、元フリーメイソンの反共組織である「ロッジP2」のリーチオ・ジェッリ代表が融資を持ちかけた。
その後ジェッリ代表は関係の深かったバチカン銀行のポール・マルチンクス総裁が調達した資金をリッゾーリ社に提供し、その後オットーネ編集長は解雇された。以降同紙は現在に至るまで保守主義的な論調を取ることとなった。